# La Font Vella (Torroja del Priorat)
La Font Vella és una font de Torroja del Priorat (Priorat) inclosa a l'Inventari del Patrimoni Arquitectònic de Catalunya.

## Descripció
Conjunt construït per un mur que suporta un talús, amb planta de "L" invertida. A cada un dels costats hi ha un arc de mig punt dovellat i tapat per una paret d'obra. Un dels arcs és inutilitzat per un mur d'obra en tant que l'altre ha estat excavat i hom pot accedir a la part inferior, on hi ha l'aixeta, mitjançant unes escales de pedra. L'accés a la font és arranjat, constituint una mena de jardinet, amb pedrissos i ombra.

## Història
De forma versemblant, la font existia ja abans del segle xviii i caldria considerar la data del 1786 com la de condicionament i reforma acompanyada d'un engrandiment de cara a fer front a les necessitats d'aigua plantejades per l'augment demogràfic. En data posterior no determinada i, presumiblement, durant el segle XX s'excavà la part baixa a fi d'augmentar el rendiment de la font.